# Ефори
Ефорите са служители в Древна Спарта. Те са пет мъже, които свикват Народно събрание и организират дебати. Царете дават на ефорите части от цивилното право. Те наблюдават храненето, здравето и външния вид на младите мъже. Всяка година се избират пет мъже за ефори без значение от произхода им, които трябва да се кълнат във вярност всеки месец. Те водят преговорите с чуждестранните делегации. Двама от тях придружават също царете по време на война. Ефорите са избирани само за една година и не могат да бъдат отново избрани. През тази година те се ползват с имунитет. Особено добрите ефори могат да бъдат избрани за Геронти. През 227 г. пр. Хр. Клеомен III избива всички ефори с изключение на Агесилай, който избягал в един храм. По времето на господството на македоните и по-късно на римляните ефоратът изчезва от живота на Спарта.